# Fritz Martini
Fritz Martini (ur. 5 września 1909 w Magdeburgu, zm. 5 lipca 1991 w Stuttgarcie) – niemiecki literaturoznawca i germanista.

## Życiorys
Od 1933 był członkiem NSDAP. W 1939 habilitował się na Uniwersytecie w Hamburgu, a w 1943 został profesorem literatury niemieckiej na Politechnice w Stuttgarcie, jako następca Hermanna Ponga. Publikował głównie studia i prace syntetyczne dotyczące literatury niemieckiej różnych okresów dziejowych. Swoje stanowisko podsumował w kilkukrotnie wznawianej pracy z 1949, zatytułowanej Deutsche Literaturgeschichte. Von den Anfängen bis zur Gegenwart. Był założycielem rocznika Niemieckiego Towarzystwa Schillera, który redagował przez wiele lat.
Jest często traktowany w opracowaniach jako przykład kariery, która trwała nieprzerwanie w i po okresie III Rzeszy, która mogła odnieść sukces tylko dzięki zdolności adaptacji naukowej i naukowo-politycznej. Przyczynił się m.in. do nominacji Hansa Schwertesa (pseud. Hans Ernst Schneider), który był mocno zaangażowany w działalność nazistowską. Włożył duży wkład do serii książkowej Von Deutscher Art in Sprache und Dicht o silnie antysemickim charakterze (1941). Umożliwił jednak wygnanej żydowskiej uczonej, Käte Hamburger, powrót do środowiska naukowego w Niemczech i jej habilitację w 1957.

## Dzieła
Najważniejsze dzieła:
- Heinrich v. Kleist und die Geschichtliche Welt (1940),
- Das Bauerntum im deutschen Schriftum von der Anfängen bis zum 16 Jh. (1944),
- Was war Expressionismus? (1948),
- Deutsche Literaturgeschichte. Von den Anfängen bis zur Gegenwart (1949),
- Interpretaiionen deutscher Prosa von Nietzsche bis Benn (1954),
- Deutsche Literatur im bürgerlichen Realismus, 1848-1898 (1962)[2].